# Áno Fanári
Áno Fanári (en grec moderne : Άνω Φανάρι) est un village de Trézénie, au nord-est du Péloponnèse, en Grèce.
Une petite acropole s'élève au-dessus d'Ano Fanari. Le village est situé sur l'ancienne route de Galatas à Agia Eleni et Epidavros.
Au recensement de 2011, la population du village comptait 128 habitants.